# Louis Le Masson
Pour les articles homonymes, voir Le Masson.
Louis Le Masson, né le 6 septembre 1743 à La Vieille-Lyre et mort le 3 décembre 1829 à Paris, est un ingénieur des ponts et chaussées et architecte français.

## Biographie
Il entre à l'École des ponts et chaussées en 1770 et il s'y fait remarquer aussitôt par son instruction avancée et est employé comme élève aux grands ponts alors en exécution, Saumur, Tours, Pont-Sainte-Maxence.
Nommé ingénieur en 1778, il fut envoyé l’année suivante en Italie pour y explorer les monuments et les objets d'art. Frappé de la beauté du sol et la majesté des monuments, il eut l'idée de représenter Rome dans sa globalité. Le Janicule étant le point le plus élevé des sept collines, il se plaça sur la terrasse du couvent de Saint-Pierre-du-Mont et représenta l’ensemble du paysage vu sur 360°. De retour à Paris, il grava ses dessins à l’eau forte en cinq planches de 36 pouces de longueur. On peut ainsi dire que Le Masson est l’inventeur du panorama, avant les Anglais Fulton et Barker, habituellement considérés comme les inventeurs du panorama. Ces derniers ne pouvaient d’ailleurs pas l’ignorer, puisque leur paysagiste Moor était à Rome en même temps que Le Masson, en 1779.
Lorsqu'il est de retour en France, en 1780, il est chargé, par M. le duc de Sérent, gouverneur des ducs d'Angoulême et de Berry, d'enseigner à ces deux Princes, jeunes encore, les éléments des arts d’imitation et des sciences qui s'y rattachent, tout en conservant à Paris un service d'ingénieur,. C'est à cette époque qu'il construisit dans l'Abbaye de Royaumont, pour le compte de l'abbé qui était aussi l'aumônier de Louis XVI, un nouveau palais abbatial dans le style néo-classique. 

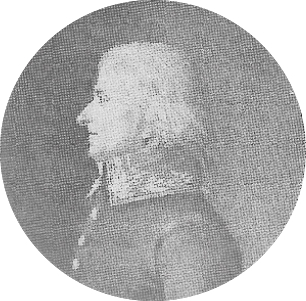
Louis Le Masson en ingénieur en chef des ponts et chaussées.

En 1791, lors de l'organisation nouvelle des administrations départementales, il est nommé ingénieur en chef du département de Seine-et-Oise, mais ses antécédents le désignaient aux rigueurs du gouvernement révolutionnaire et il est destitué en 1793 et forcé de se cacher pour échapper à la mort. 
En 1795, Le Masson est rappelé et placé à la tête du département de la Seine-Inférieure, dont il conserve le service pendant dix-huit ans avec celui de la navigation de la Basse-Seine. 
Chargé de rétablir en 1802 le pont de bateaux de Rouen qu'une débâcle avait emporté, Le Masson fait l’étude de divers projets de ponts en pierre, parmi lesquels se trouve celui qui a été exécuté après lui et dont il a lui-même commencé les travaux en 1811.  
Le Masson a fait aussi plusieurs projets d'édifices publics pour la ville de Rouen, notamment celui de la Bourse, et il a entrepris de nombreuses recherches sur les chaux des environs de Rouen. Selon Michel Gallet : « On est encore mal informé sur [la] propriété [de Jean-Rodolphe Perronet à] [...] Perroy, sur le Lac de Genève, où la villa palladienne, de forme ronde évoque l'architecture de son ami Louis Le Masson. »,
Le 3 juillet 1813, il est admis à la retraite sur sa demande, mais peu de temps après Louis XVIII, se rappelant son ancien professeur, le nomma commandant du château de Rambouillet, position qu'il conserve jusqu'en 1821.
Il est mort le 3 décembre 1829, et de Prony a prononcé sur sa tombe un discours auquel il a ajouté, lors de sa publication, des détails intéressants sur la famille de son ami. 
Louis Le Masson a laissé trois enfants : un fils, Théodore Le Masson, mort inspecteur général des ponts et chaussées, et deux filles qui ont épousé, l’une, dénommée Victoire, l'inspecteur divisionnaire Charles-François Mallet, et l’autre l'ingénieur en chef Sénéchal. 
Son frère, né en 1745 et mort en 1807, était un sculpteur célèbre connu sous le nom de François Masson. C'est lui qui a fait, en 1777, le beau buste en marbre de Jean-Rodolphe Perronet qui est le principal ornement des galeries de l'École des ponts et chaussées.

## Œuvre
- Palais abbatial de Royaumont
- Église Saint-Pierre-Saint-Paul de Courbevoie

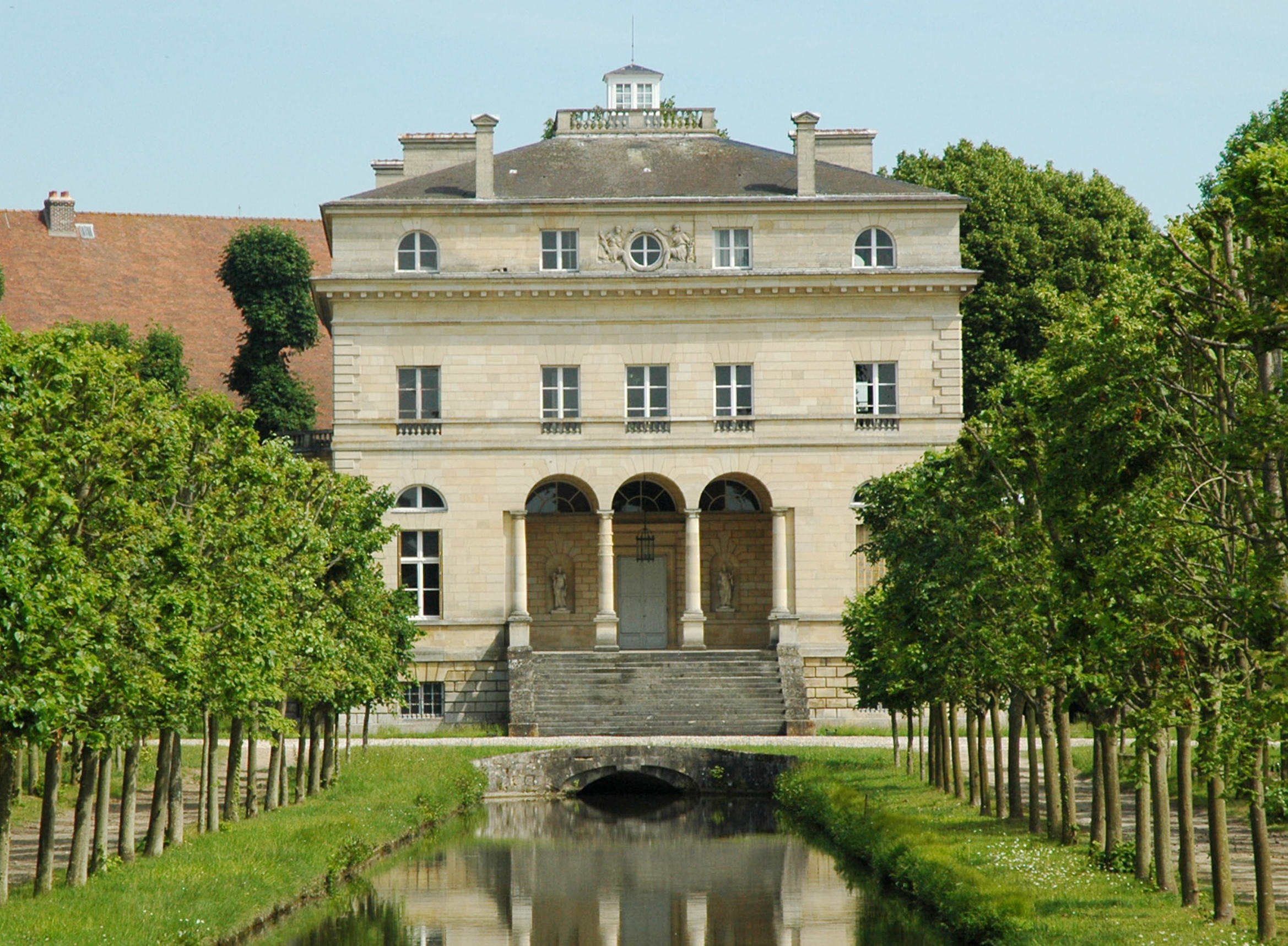
Palais abbatial de Royaumont.
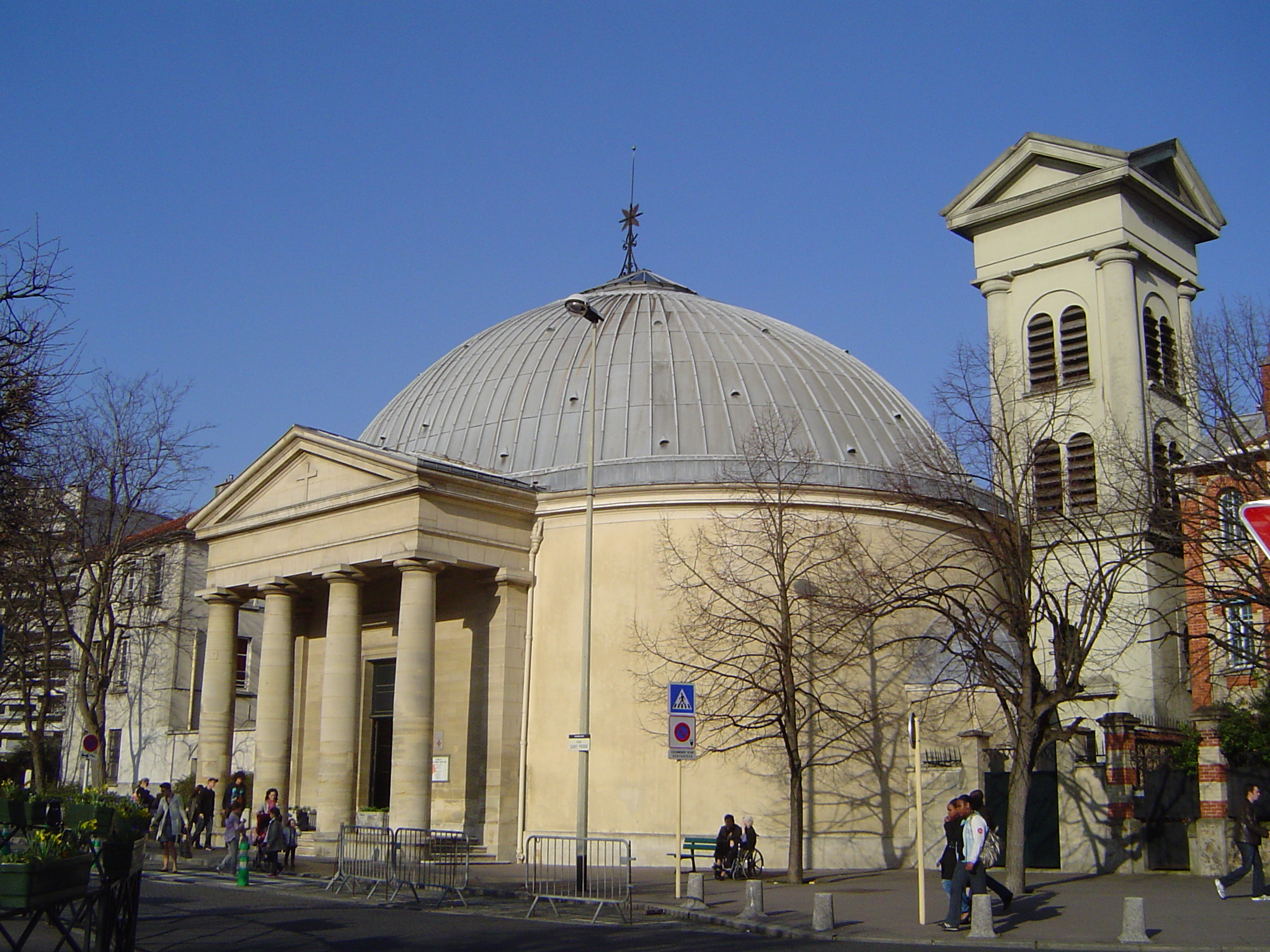
Église Saint-Pierre-Saint-Paul de Courbevoie.

## Anoblissement
Louis Le Masson est anobli pour lui et ses héritiers, par lettres patentes du 13 janvier 1815. La famille Le Masson est subsistante. Elle est inscrite à l'ANF depuis l'année 1965.

## Armoiries
coupé: au I, d'azur à 2 tiges de lys d'argent gainées d'or posées en sautoir ; en 2, de gueules au chevron d'or accompagné de 3 étoiles d'argent